# صادق مال‌الله
صادق مال‌الله با نام کامل صادق عبدالکریم مال‌الله یک شاعر شیعه، زاده شهر قطیف در سال ۱۹۷۰ و اهل کشور عربستان سعودی بود که به جرم ارتداد و کفرگویی در ۳ سپتامبر ۱۹۹۲ گردن زده شد.
مال‌الله که جزو اقلیت شیعه در عربستان سعودی بود کارزار سیاسی‌هایی را برای حقوق اقلیت و حقوق زنان ترتیب می‌داد. او در سال ۱۹۸۸ به جرم پرتاب سنگ به یک گشت پلیس دستگیر شد و سپس به کفرگویی و ارتداد متهم شد. بر پایه ی گزارش عفو بین‌الملل، قاضی دادگاه از وی خواسته بود تا برای سبک‌تر شدن حکمش به وهابیت تغییر دین دهد ولی مال‌الله این خواسته را نپذیرفته و به اعدام محکوم می‌شود. صادق مال‌الله در ۳ سپتامبر ۱۹۹۲ در ملا عام در شهر زادگاهش گردن زده شد.